# روبن كارلسون
روبن كارلسون (بالسويدية: Ruben Carlsson)‏ هو لاعب هوكي الجليد سويدي، ولد في 22 يناير 1913 في ستوكهولم في السويد، وتوفي في 14 فبراير 2004 في Nacka ‏ في السويد.

## وصلات خارجية
- روبن كارلسون على موقع EliteProspects.com (الإنجليزية)
- روبن كارلسون على موقع Eurohockey.com (الإنجليزية)
- روبن كارلسون على موقع أوليمبيديا (الإنجليزية)
- روبن كارلسون على موقع اللجنة الأولمبية السويدية (السويدية)